# Cyananthus inflatus
Cyananthus inflatus är en klockväxtart som beskrevs av Joseph Dalton Hooker och Thomas Thomson. Cyananthus inflatus ingår i släktet Cyananthus, och familjen klockväxter. Inga underarter finns listade i Catalogue of Life.